# 感花岩刻诗
30°14′11″N 120°09′44″E / 30.23639°N 120.16222°E
感花岩刻诗位于中国浙江省杭州市上城区紫阳街道吴山东麓宝成寺后，1986年被列为浙江省文物保护单位。
北宋苏轼在宝成寺赏花有感，题七律一首刻于摩崖。明朱术洵题“感花岩”于其上。成化年间吴乐升在两旁题“岁寒、松竹”四字。